# Pau Que Nasce Torto / Melô do Tchan
Pau Que Nasce Torto / Melô do Tchan é uma canção de pagode do grupo brasileiro É o Tchan!, lançada em 1995. Originamente duas canção diferente que foram respectivamente escrita pela Cau Lima e o duo Cissinho e Bieco, a canção esteve parte do primeiro album do grupo, É o Tchan!, e se tornou o maio sucesso internacional do grupo baiano. Sendo incluinda no filme Cinderela Baiana. A canção conseguiu ter uma versão de remix titulada É O Tchan, que foi lançado como um single na Europa e na American latina.
Na Espanha, a canção se tornou um dos Hits de verão do ano 1996, aparecendo na reconhecida compilação Caribe Mix. Na Europa, o grupo tocou em vários programa nacionais para promover a canção.

## Desempenho nas tabelas musicais
| Chart (1997)                   | Posição |
| ------------------------------ | ------- |
| Espanha (AFYVE)                | 6       |
| US Hot Latin Songs (Billboard) | 28      |